# Antonio Muñoz Molina
Antonio Muñoz Molina (* 10. leden 1956, Úbeda, Andalusie) je španělský spisovatel, jenž obdržel za svoji literární činnost četná ocenění, např. Prix Femina, nebo Cenu Jeruzaléma.

## Život a dílo
Antonio Muñoz Molina vystudoval v Madridu žurnalistiku a dějiny umění v Granadě. V roce 1995 byl zvolen členem Španělské královské akademie (španělsky Real Academia Española). Posléze žil také ve Spojených státech, v New Yorku City, kde vedl místní pobočku Cervantesova institutu. Jeho manželkou je novinářka a spisovatelka Elvira Lindo Garrido.
Je laureátem španělské literární ceny Premio Nacional de Novela (1988, 1992), či ceny Premio Planeta (1991).

### České a slovenské překlady zešpanělštiny
- Nevera v Lisabone (orig. 'El invierno en Lisboa'). 1. vyd. Bratislava, 1994. 204 S. Překlad: Vladimír Oleríny
- Za úplňku (orig. 'Plenilunio'). 1. vyd. Praha: Garamond, 2008. 421 S. Překlad: Vladimír Medek